# 1502
1502 (MDII) je bilo navadno leto, ki se je po julijanskem koledarju začelo na soboto.

## Dogodki
- razpad Velike horde (ustanovljena 1435)

## Rojstva
- Takeno Joo, japonski mojster čajnega obreda († 1555)

## Smrti
- Murata Šuko, japonski mojster čajnega obreda (* 1423)